# Решение о ликвидации (фильм, 2018)
«Реше́ние о ликвида́ции» — российский полнометражный военно-драматический художественный фильм, а также его расширенная четырёхсерийная телевизионная версия в жанре боевика режиссёра Александра Аравина, снятые в 2018 году киноконцерном «Мосфильм».
Фильм основан на реальных исторических событиях, проходивших на территории Северной Осетии и Ингушетии. Речь в нём идёт об операции российских спецслужб по ликвидации лидера чеченских террористов Шамиля Басаева, который явился прототипом главного отрицательного персонажа картины — Шамиля Базгаева. В основу киносценария легли воспоминания непосредственных участников антитеррористической операции.
Премьера фильма в России состоялась 7 июня 2018 года.

## Сюжет
Спецгруппа ФСБ РФ получает особое секретное задание — ликвидировать одержимого и беспощадного террориста Шамиля Базгаева, охота за которым ведётся уже давно. Но раз за разом жестокому лидеру чеченских боевиков удаётся ускользать от силовиков.
После того, как Базгаев публично заявляет о готовности возглавляемой им террористической группировки к осуществлению крупнейшего теракта в России с возможностью использования мощного оружия массового поражения, у оперативников больше нет права на ошибку. Для этих спецов преодоление себя, смертельный риск и подвиг — не что-то сверхъестественное, а каждодневный тяжёлый труд. Но, кажется, даже для них эта операция — за пределами возможностей…

## В ролях
- Игорь Петренко — Егор (Георгий Александрович) Смирнов, оперативный сотрудник ФСБ РФ
- Алексей Вертков — Равиль Муратович Муминов, начальник спецкоманды, подполковник ФСБ РФ
- Аюб Цингиев — Шамиль Базгаев, чеченский террорист (прототип — Шамиль Басаев)
- Алексей Шевченков — Александр Николаевич Петров, генерал-лейтенант ФСБ РФ
- Дмитрий Парастаев — Иса
- Иван Шахназаров — Тимур Самедов («Студент»), старший лейтенант ФСБ РФ
- Сослан Фидаров — Мурад Гешаев, чеченский террорист, «правая рука» Шамиля Базгаева
- Тимур Тайсумов — Хлоев, майор, предатель, пособник чеченских боевиков
- Дагун Омаев — Салман, отец чеченского террориста Шамиля Базгаева
- Кирилл Краснов — Женя Салтыков
- Шамиль Алханов — Битиев

## Съёмочная группа
- Авторы сценария: Алексей Бузин при участии Павла Косова и Павла Павлова
- Режиссёр-постановщик: Александр Аравин
- Оператор-постановщик: Алик Тагиров
- Художник-постановщик: Юлия Макушина
- Композитор: Юрий Потеенко
- Художник по костюмам: Сергей Стручев
- Постановщик трюков: Дмитрий Тарасенко
- Исполнительный продюсер: Галина Шадур
- Главный продюсер: Карен Шахназаров